# Кодигоро
Кодигоро (итал. Codigoro) —  город в Италии, располагается в регионе Эмилия-Романья, подчиняется административному центру Феррара.
Население составляет 12 883 человека (на 2004 г.), плотность населения составляет 77 чел./км². Занимает площадь 169 км². Почтовый индекс — 44021. Телефонный код — 0533.
Покровителем населённого пункта считается  святитель Мартин Турский. Праздник ежегодно празднуется 11 ноября.

## Достопримечательности
- В 6 км к востоку от Кодигоро находится Помпоза — бывший бенедиктинский монастырь (основан в IX веке, секуляризирован в XIX в.), в котором жил и работал Гвидо Аретинский.